# درگاه‌سلیمان
درگاه‌سلیمان(به کردی: دایەسڵێمان، Dayesillêman) روستایی از توابع بخش زیویه در شهرستان سقز است که در استان کردستان ایران قرار دارد.

## جمعیت
این روستا در دهستان صاحب واقع شده و براساس سرشماری سال ۱۳۸۵، جمعیت آن ۳۳۷ نفر (۷۲ خانوار) بوده‌است.